# Kristian av Brandenburg-Bayreuth
Kristian av Brandenburg-Bayreuth, född 30 januari 1581 i Cölln an der Spree, död 30 maj 1655 i Bayreuth, var regerande markgreve av Brandenburg-Bayreuth från 1603 till sin död.

## Biografi
Kristian tillhörde huset Hohenzollern och var son till kurfurst Johan Georg av Brandenburg och dennes tredje hustru Elisabet av Anhalt (1563–1607), dotter till furst Joakim Ernst av Anhalt. Han tillträdde 1603 som markgreve av det hohenzollerska furstendömet Brandenburg-Kulmbach, efter att den äldre Ansbach-Jägerndorfska linjen av huset Hohenzollern dött ut med Georg Fredrik I av Brandenburg-Ansbach. Kristian kom istället att grunda den yngre linjen av huset Hohenzollern i Franken, den Kulmbach-Bayreuthska linjen.
Att Kristian skulle komma att ärva markgrevskapet stod klart 1598 genom husfördraget i Gera, då han legitimerades och förbereddes som arvinge till sin släkting Georg Fredrik I. Han kom att tillträda sin regering samtidigt som brodern Joakim Ernst tillträdde som markgreve av det andra hohenzollerska furstendömet i Franken, Brandenburg-Ansbach. Året efter sitt tillträde kom Kristian att flytta det markgrevliga residenset från Kulmbach till Bayreuth, även om Plassenburg i Kulmbach fortfarande fungerade som den centrala fästningen i furstendömet. Genom flytten av residensstaden kom furstendömet att i fortsättningen huvudsakligen benämnas Brandenburg-Bayreuth, även om beteckningen Brandenburg-Kulmbach levde kvar i Tysk-romerska rikets officiella förteckning över riksfurstendömen.
År 1606 valdes han till överste i Frankiska rikskretsen. Han var en av grundarna till den 12 maj 1608 bildade Evangeliska unionen och allierade sig med Sverige i Trettioåriga kriget. Det lilla furstendömet var dåligt förberett på krigshandlingar inom det egna territoriet. Både allierade och fientliga arméer drog genom Brandenburg-Bayreuth, vilket ledde till kaotiska förhållanden. Befolkningen drabbades hårt av diverse pålagor och av att försörja trupper i området. De förband som stod under markgrevens direkta befäl var numerärt underlägsna de stora förband som drog igenom området och hade ingen större militär betydelse; endast med hjälp av förband från Bamberg och övriga grannorter kunde man uppnå militära resultat. I detta läge lämnade markgreven sitt furstendöme. Kejsar Ferdinand II avsatte formellt honom som riksfurste 1635, samma år som freden i Prag slöts, men Kristian regerade trots detta vidare under krigets slutskede. 
1654, ett år före sin död, deltog han fortfarande trots hög ålder i en hjortjakt i Neustadt an der Aisch. Han var medlem av det litterära Fruktbringande sällskapet, under namnet Der Vollblühende. Han avled 1655 och begravdes i Bayreuths stadskyrka.
Då äldste sonen Erdmann August avlidit redan 1651, kom Kristian att efterträdas av dennes minderårige son Kristian Ernst, med två släktingar, kurfurst Fredrik Vilhelm av Brandenburg och Kristians bror Georg Albrekt av Brandenburg-Kulmbach som förmyndarregenter fram till 1661.

## Familj
Kristian gifte sig 29 april 1604 på Plassenburg med Marie av Preussen, dotter till hertig Albrekt Fredrik av Preussen. Paret fick följande barn:
- Elisabet Eleonora (född och död 1606)
- Georg Fredrik (född och död 1608)
- Anna Maria av Brandenburg-Bayreuth (1609–1680), gift 1639 med furst Johan Anton I av Eggenberg (1610–1649)
- Agnes Sofia (född och död 1611)
- Magdalena Sibylla av Brandenburg-Bayreuth (1612–1687), gift 1638 med kurfurst Johan Georg II av Sachsen (1613–1680)
- Kristian Ernst (1613–1614)
- Erdmann August av Brandenburg-Bayreuth (1615–1651), arvfurste till Brandenburg-Bayreuth, gift 1641 med Sofia av Brandenburg-Ansbach (1614–1646)
- Georg Albrekt av Brandenburg-Kulmbach (1619–1666), markgreve av sidolinjen Brandenburg-Kulmbach, förmyndarregent 1655–1661
  - gift 1) 1651 med Maria Elisabet av Holstein-Sonderburg-Glücksburg (1628–1664)
  - gift 2) 1665 med Sofia Maria av Solms-Baruth (1626–1688)
- Fredrik Vilhelm (född och död 1620)